# エデスタス
エデスタス(Edestus)は、石炭紀に生息していた軟骨魚類。同グループに含まれる魚類としてほかにヘリコプリオンが存在するが、ヘリコプリオンは牙が螺旋状に伸びていくのに対し、エデスタスは牙が突き出るように伸びていくという違いがある。牙の縁は鋸歯状であり、肉食だったと考えられている。

## 古生物学
化石標本は殆ど歯のみから知られ、その中の多くは分離しているが、複数の歯が含まれるtooth whorl全体が残った化石も存在する。粉砕された頭蓋骨の要素を含むFMNH PF2204が知られており、そこから頭蓋骨が復元された。　記載されてきた13種の内4種のみが有効であり、E. heinrichiの全長は6.7mに達したと推測されている。

エデスタスの頭蓋骨の図。頭蓋骨の中心辺りに見える穴は目ではなく、この図に眼窩はないことに注意。